# サイカン
サイカン（Cykan）は、韓国系企業グループ。
韓国、日本において不動産、金融、オンラインゲーム開発・運営事業を行う。ラグナロクオンライン開発会社、グラビティ元会長である金正律が中心となって事業展開が行われている。
韓国系企業であるため、日本における積極的事業展開があるとは言えないが、オンラインゲーム開発を中心に日本での事業展開活動が行われている。

## 概要
- 2006年3月 - オンラインゲーム開発運営会社、韓国サイカンエンターテイメント社設立。

韓国株式会社ロシオよりR-Man、RFC、My Dogの知的財産権及び版権引き受け
- 2006年4月 - 韓国株式会社ロブスターソフトを子会社として編入、オンラインゲームBattle Boom全世界版権引き受け。

韓国株式会社ロシオより、オンライゲームPapermanの知的財産権及び版権引き受け
- 2006年9月 - 東京ゲームショウ2006出展、Papermanなどを出展
- 2006年10月 - サイカン日本法人を設立
- 2006年11月 - G★(ジースター)2006出展
- 2007年1月 - コムシード株式会社を株式取得により子会社化
- 2007年7月 - 子会社コムシード株式会社下に、孫会社サイカンゲームズを設立
- 2007年9月 - サイカンゲームズ東京ゲームショウ2007出展
- 2008年5月1日 - Papermanの韓国以外の全事業をゲームポットへ譲渡。
- 2016年9月 - 組織変更によりサイカンが所有するコムシード普通株式を韓国Cykan Holdings社へ譲渡。
- 2022年4月 - コムシードが100%子会社の株式会社HashLinkを設立

## ゲーム

### オンラインゲーム
- R-Man
- RFC
- My Dog
- Paperman （ゲームポットへ事業譲渡）

## グループ・関連企業
- Cykan Holdings Co.,Ltd (韓国/持ち株会社)
- 株式会社サイカンホールディングス(日本/Cykan Holdings Co.,Ltd日本法人)
- 株式会社サイカン(日本/事業会社)
- 株式会社サイカンエンターテイメント(韓国/オンラインゲーム開発会社)
- 株式会社サイカンSG(韓国/スポーツマーケティング企業)
- 仁川都市観光株式会社(韓国/ソンド総合レジャータウン開発運営会社)
- ドンリム都市開発株式会社(韓国/チョンジン洞5BL都心再開発事業会社)
- コムシード株式会社(日本/携帯コンテンツ開発運営会社)
- サイカン武雄・嬉野カントリークラブ(日本/ゴルフカントリークラブ運営事業会社)
- 天山カントリークラブ、サイカンWinners(日本/ゴルフカントリークラブ運営事業会社)
- 株式会社サイカンゲームズ(日本/オンラインゲーム運営会社 - 事業整理により事業停止)
- 株式会社セカンドファクトリー(日本/コミュニティ事業会社 - 事業整理により事業停止)